# 兼田玲菜
兼田 玲菜（かねた れな 1994年8月23日 - ）は、日本の女優。殺陣師。

## 来歴
千葉県出身。
6歳よりダンスを、14歳より芝居を始め、表現者として生きることを志す。
15歳から殺陣やアクションを学び、時代劇やアクション映画に出演。
沢田研二、布施明、木の実ナナの音楽プロデューサー大輪茂男に師事し、本格的に芝居を学ぶ。
高校卒業後は、芸能活動をさらに本格化させ、演出家・振付師としても舞台に係わるほか、独自の個性が評価され、幅広いジャンルのイベントMCとしても活躍中。地元愛が強く、出身地である地元のイベントや行事への出演も多い。
2015年、書道パフォーマンス演目に和楽器・舞踊・殺陣を交え、エキゾチックに仕立てた独特の和の世界観が評価され、フランスJapan Expo、イギリスHYPER JAPAN、カナダAnime Northをはじめとした海外イベントから招聘され、公演を行っている。
現在は殺陣師としての活動も多く、2018年新歌舞伎座で開催された東京ガールズコレクション　maturiにて殺陣師を務める。2020年にはＣＬＡＭＰ作品である映画ＢＬＯＯＤ－ＣＬＵＢ　ＤＯＬＬの殺陣師を勤める。
浅草公会堂にて平安時代の美しき物語を演出家–殺陣師を担当する。
その他、ゲームモーションアクターや、着物ファッションショーの演出家などで海外から招待されている。
2020年 自ら脚本演出を務め自分の殺陣動画に声優さんにアフレコをして収録された『零七』というボイスドラマ企画が人気を集めている。
日本テレビ系列バラエティ番組「有吉の壁」のコーナー「ブレイク芸人選手権2020」で誕生されたKOUGU維新のミュージカルの殺陣と振付けを務めている。
テレビ朝日放送のEXIT・Creepy Nuts冠番組『イグナッツ!!』にて女性殺陣師としてゲスト出演。

## 人物
- 座右の銘 『愛し合ってるかい』 忌野清志郎
- 趣味 祭囃子、殺陣、乗馬、鼓
- 特技 解釈、ラーメン、伝統舞踊(よさこい エイサー御神楽、春駒、ソーラン節）
- 敬愛する脚本家 野田秀樹
- 甘い物が苦手。好物は塩分と炭水化物と焼酎。
- 各地の舞台では、子供達に優しく演技を教え、頼りになるお姉さんとして、憧れの存在になっている。

## 出演

### 舞台
- テガミ（2010年）[4]
- モルヒネと海（作 佐々木智広）（2010年）
- 上海騎兵隊〜高杉晋作革命伝〜（2013年）
- 五稜郭異聞・土方歳三伝「乱」（2013年）
- 赤い蝋燭と人魚主演フランス（2015年）
- バンカシア - 殺陣・振付（2015年）
- 三千世界は鴉も殺せず–主演 カナダ(2016年)
- Kiramune Presents リーディングライブ『カラーズ』舞浜アンフィシアター（2018年）[5]
- 義経地獄破り - 殺陣・振付（2018年）[6]
- 班女–準主役・殺陣師（2018年）[7]
- 鴉の華悔い−主演ドイツ（2180年）
- 脳漿炸裂ガール〜人間動物園〜–出演 六行会ホール（2019年）[8]
- ＹＥＳ　Ｉ　ＡＭ　–出演・殺陣師 近鉄アート館（2019年）
- マガツハナ–出演・殺陣師 六行会ホール（2019年）[9]
- 相馬野馬追–主演・殺陣師 伝承ホール（2020年）
- 王朝絵巻 出演 浅草公会堂(2020年)
- 紅葉狩–主演・殺陣師　(2020年)
- プレイタの傷 京都劇場/ヒューリックホール東京出演(2011年)
- 舞物語　朝鮮通信使  −対馬市交流センターイベントホール(2023年)

### 殺陣師 / 振付師
- ふうかまりを『諷凜花斬』ヨーロッパツアー
- 舞台班女
- 神井大治『ラグナロク』
- Ｒefashioncaravan フランスイギリス公演演出家
- 東京ガールズコレクション maturi新歌舞伎座
- 舞台『ジュブナイル学園』Ｋ–ＦＡＲＣＥ
- 映画『長全寺』
- 舞台『マガツハナ』[9]
- 舞台相馬野馬追
- 短編映画『血泥』
- 映画『ＢＬＯＯＤ–Ｃ』奥秀太郎[3]
- 映画『歪な体温』
- 舞台『ＮＩＮＪＡＩＬＬＵＳＩＯＮＬＩＶＥ』[10]
- 舞台『王朝絵巻』
- 映画『歳三の刀』新撰組日露共同作品
- ミュージカル『KOUGU維新』～聖夜ヲ廻ル大工陣～[11]
- TV『笑う心臓』Vtuber雅タケル(空気階段)日本テレビ 振付師
- TV『イグナッツ』殺陣師として出演 テレビ朝日
- 舞台『旅猫ヒューイと不思議の扉』振付師
- 舞台『ニンジャバットマン』ハーレイ・クインキャットウーマン殺陣師
- 映画『味噌カレー牛乳ラーメンってめぇの？』振付師
- 舞台『サイレントメビウス斬 / 大江戸闇婦始末記』
- 舞台『屏風』
- 有吉の壁 Break Artist Live’22 2Days ぴあアリーナＭＭ

### 零七
- 『菖蒲ノ散リ行キ時ノ陰』声–松岡一平・伊勢大貴他
- 『僕と俺とお前』声–前田誠二

### ラジオ
- 福井謙二 グッモニ - 文化放送（2015年）[12]
- 社長さんラジオ - エフエム浦安（2015年）
- 姫歌舞伎団 - エフエム浦安（2015年）
- 奇跡的に朝起きれたふたり組鳥越アズーリFM

### テレビドラマ
- 王様戦隊キングオージャー 第28話（2023年9月10日、テレビ朝日） - ンコソパ民 役

### CM
- MYSTYLE - 千葉テレビ放送（2014年）
- 学校法人花沢学園 明聖高等学校（2014年）
- 住宅・不動産ポータルサイトHOME'S（2015年）

### MC
- JR中野駅125周年記念（2015年）[13]
- マイヒーローグランプリ（2015年）[14]
- くノ1グランプリ2015（2015年）
- 世界コスプレサミット 日本代表選考会 （ベルサール秋葉原）（2015年）[15]
- 人間力コンテスト（2015年）

### パフォーマンス
- 耳無芳一系女子（2015年）[16]
- Japan Expo（フランス、パリ）（2015年-2018年）
- HYPER JAPAN（イギリス、ロンドン）（2015年-2018年）[17]
- Japan Expo Thailand（タイ、バンコク）（2016年）
- Anime North（カナダ、トロント（The Toronto Congress Centre (TCC)））（2016年)[18]
- Connichi (ドイツ カッセル) (2016年-2018年)
- ReFashionCaravan -フランス イギリス 殺陣・振付（2018年）
- TOKYO GIRLS COLLECTION Super Live -MATSURI- - 振付・殺陣指導（2018年）
- 白鷺の舞（浅草三社祭）（2018年）

- bpm夏祭り 浅草公会堂(2019年)

### モデル
- BREAK GIRLS FESTIVAL（2012年）
- 美女時代（2013年）
- 街角美人（2013年）
- MYSTYLE - イメージモデル（2013年）
- ナカノクンロボ - マスコットガール（2015年）
- くノ1グランプリ2015 - ポスターモデル（2015年）
- 柳島 妙見山 法性寺 葛飾北斎ファッションショー(2016年)
- 鐘ヶ淵 歴史フェス (2017年)
- 月刊TIMES 7月号（2018年）
- 日本カメラ 10月号（2018年）
- 無限美人（2019年）[19]